# Forrest, Illinois
Forrest là một làng thuộc quận Livingston, tiểu bang Illinois, Hoa Kỳ. Năm 2010, dân số của làng này là 1220 người.

## Dân số
Dân số qua các năm:
- Năm 2000: 1225 người.
- Năm 2010: 1220 người.